# Église de la Nativité-de-Notre-Dame de Baixas
L'église de la Nativité-de-Notre-Dame ou église Sainte-Marie est une église, en partie romane, située à Baixas, dans le département français des Pyrénées-Orientales.

## Description
L'église possède notamment un retable remarquable du XVIIe siècle classé monument historique.